# Światowy Kongres Esperanto w 1912 roku
VIII Światowy Kongres Esperanto w 1912 roku – Światowy Kongres Esperanto zorganizowany w 25. rocznicę publikacji pierwszego podręcznika do nauki esperanto. Odbył się w Krakowie w dniach 11–18 sierpnia 1912 roku. Biorący w nim udział Ludwik Zamenhof podczas otwarcia oświadczył, że zrzeka się przywództwa ruchu i w kolejnym kongresie weźmie udział jako zwykły esperantysta. Udział w Kongresie wzięli esperantyści z Europy, Azji i Ameryki. Obrady odbywały się w ramach 28 sekcji i na spotkaniach plenarnych. W ramach Kongresu zorganizowano imprezy towarzyszące, takie jak przedstawienia, wykłady, wycieczki (do Wieliczki i Zakopanego) i konkursy. W budynku Akademii Handlowej przygotowano wystawę wydawnictw esperanckich, a w salach Teatru Starego odbyło się rozpoczęcie i zakończenie Kongresu, obrady plenarne i bal, podczas którego uczestnicy zaprezentowali się w strojach narodowych.

## Przygotowania
Przygotowania do Kongresu rozpoczęto na początku 1912 roku. Rada miasta Krakowa na organizację przydzieliła subwencję w wysokości 3000 koron oraz pozwoliła na korzystanie z sali Teatru Starego. Wydano Ilustrowany przewodnik po Krakowie w języku esperanto. 8 sierpnia straż pożarna rozpoczęła dekorowanie miasta. Przed Akademią Handlową i wystawą przemysłową wkopano maszty, na których miały być umieszczone flagi, napisy, a pomiędzy nimi rozwieszone zielone girlandy. Za ich przygotowanie i dekorację wnętrz Akademii i Teatru Starego odpowiedzialny był Zakład Józefitów.

## Organizacja
Za organizację odpowiadał Komitet, na którego czele stanął Odo Bujwid. Jego siedziba mieściła się przy ul. Radziwiłłowskiej 19. Obrady Kongresu odbywały się w sali Teatru Starego, natomiast pomieszczenia dla prasy, biuro prasowe, spotkania sekcji i wystawa zostały umieszczone na terenie Akademii Handlowej przy ul. Kapucyńskiej. Zaplanowano obrady 28 sekcji (m.in. lekarzy, pocztowców, nauczycieli, katolików i in.). Obrady robocze i plenarne (zaplanowano cztery) Powszechnego Związku Esperantystów (Universala Esperanto Asocio) miały odbywać się w sali Teatru Starego. Za biuro prasowe Kongresu był odpowiedzialny redaktor Jerzy Grzywiński. Bank Krajowy otworzył na parterze kantor, w którym można było wymienić pieniądze. Uczestnicy Kongresu po pokazaniu karty kongresowej mieli prawo do bezpłatnego korzystania z komunikacji tramwajowej.
Codziennie ukazywała się gazeta kongresowa Kongresa Bulteno, wydawana jako dodatek do Ilustrowanego Kuriera Codziennego. W pierwszym numerze umieszczono portret Zamenhofa, informacje o Polsce i Krakowie, dział telegramów, które nadeszły w związku z Kongresem oraz dział informacyjny. Również  krakowski Goniec Poniedziałkowy opublikował poświęcony Kongresowi dodatek, który otrzymał tytuł Lunda Kuriero.

### Karta uczestnictwa i odznaki

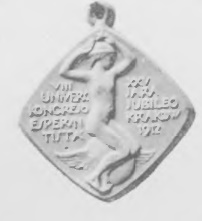
Odznaka wybita dla uczestników Kongresu

Koszt uczestnictwa w Kongresie ustalono na 14,40 koron. Jako dowód wniesienia opłaty uczestnik otrzymywał kartę kongresową oraz odznaki kongresowe. Były to brązowe plakietki, jednostronne, których projekt przygotował rzeźbiarz Henryk Kunzek. Zawieszano je na wstążeczkach: esperantyści krakowscy na biało–niebieskiej, polscy na biało–amarantowej, a pozostali na zielonej. Miały kształt czworoboku z uszkiem, na którym umieszczono „nagą kobietę siedzącą na skrzydlatej kuli ziemskiej; ręce nad głową wzniesione sięgają pięcioramiennej gwiazdy”. Po bokach umieszczono napis: VIII UNIWERS KONGRESO ESPERANTISTA = XXV JARA JUBILEO KRAKOW 1912. W październiku Wiadomości Numizmatyczno-Archeologiczne podały, że wszystkie odznaki wybite w kilku tysiącach egzemplarzy rozeszły się wśród uczestników Kongresu.
Opłata kongresowa upoważniała do:
- wolnego wstępu na otwarcie Kongresu, na posiedzenia plenarne i spotkania sekcji
- wolny wstęp na wieczór jubileuszowy, przedstawienie kabaretu na terenie wystawy architektonicznej oraz bal
- do otrzymania publikacji i wydawnictw kongresowych m.in. ilustrowanej księgi kongresowej, ilustrowanych przewodników po Krakowie i Zakopanem, albumu widoków Krakowa i innych
- bezpłatnego wstępu do wszystkich muzeów krakowskich
- bezpłatnego przejazdu tramwajem
- zniżki na wycieczkę do Wieliczki (4 korony)
- zniżki na wstęp na wystawę architektoniczną (w cenie 1 korony)
- 50% zniżki na bilety wstępu na wystawę obrazów w Pałacu Sztuki i Spiskim. Pałac Sztuki przy placu Szczepańskim z okazji Kongresu wydał katalog w języku esperanto[12].

## Historia

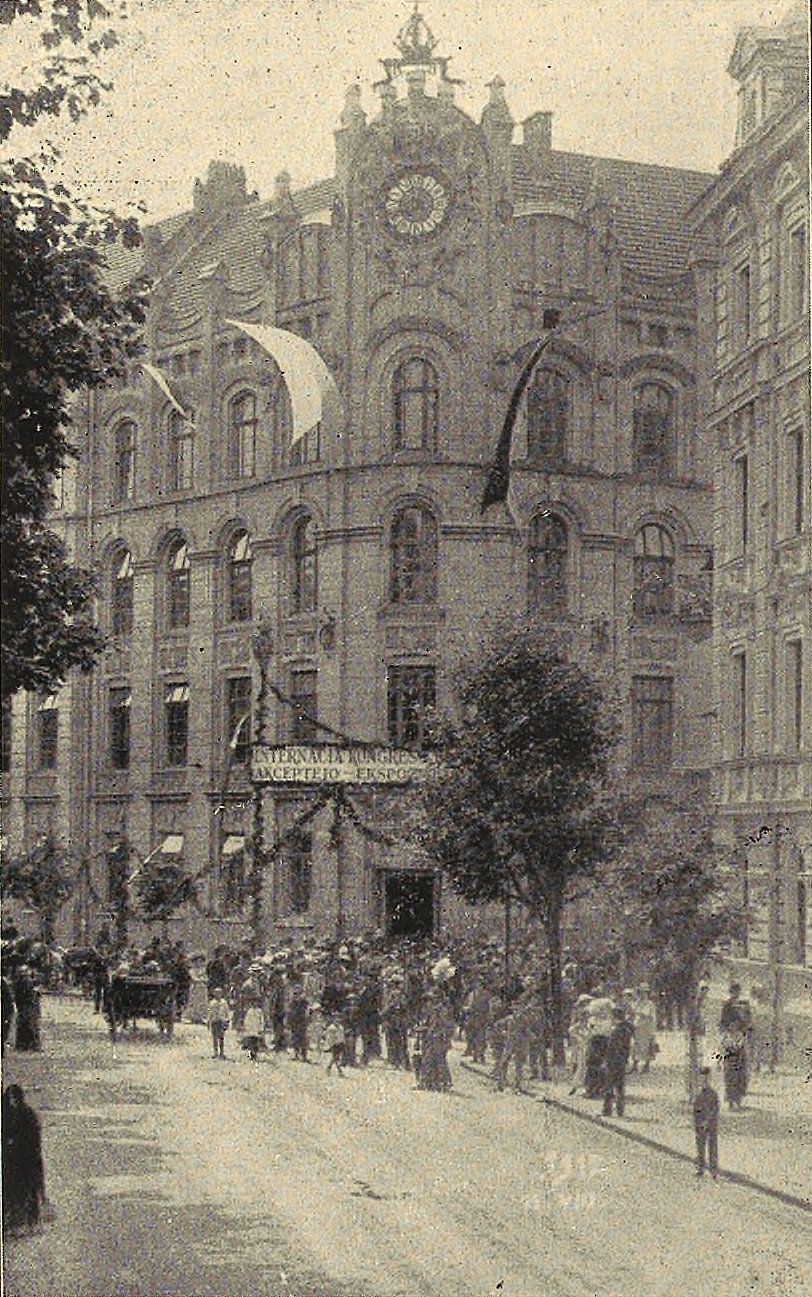
Budynek Akademii Handlowej w Krakowie podczas Kongresu

9 sierpnia 1912 roku wieczornym pociągiem z Warszawy przyjechał do Krakowa razem z żoną Ludwik Zamenhof. Na dworcu kolejowym powitał go Komitet Zjazdu, z Odonem Bujwidem na czele. Towarzyszyli mu przybyli na Kongres: Carlo Bourlet, Gabriel Chavet, Frenckell i S. Winkelman z Drezna. W sobotę wieczorem w Teatrze Nowości odbyło się przedstawienie kabaretowe w języku esperanto. Złożyły się na niego: jednoaktówka, występ kabaretowy aktorów teatru i występ amatora, krakowskiego esperantysty Krissa z monologiem Chińczyka. W dniu rozpoczęcia Kongresu 11 sierpnia o godzinie 13-tej władze miasta zaprosiły na wystawne śniadanie w restauracji Starego Teatru. Wzięło w nim udział około tysiąca osób, w tym Ludwik Zamenhof i delegaci reprezentujący 33 nacje członków Kongresu.

### Rozpoczęcie Kongresu
Zanim rozpoczęły się obrady Kongresu uczestnicy z poszczególnych państw spotykali się, aby wybrać przedstawiciela, który zabierze w ich imieniu głos podczas uroczystego otwarcia Kongresu. Polacy z trzech zaborów mieli prawo do wybrania trzech osób, ale na wniosek dr Skałkowskiego z Warszawy postanowiono wybrać jednego przedstawiciela. Wybór miał podkreślić jedność Polaków z trzech zaborów. Wybrano Antoniego Grabowskiego.
Po południu 11 sierpnia o 15:00 delegaci zebrali się w sali Teatru Starego na uroczystym rozpoczęciu obrad. Sala została udekorowana flagami i herbem miasta. Przy stole prezydialnym zasiedli obok Ludwika Zamenhofa, Odo Bujwid, Bourlet, Antoni Grabowski, wiceprezydenci Krakowa Szarski i Sare, starosta Kowalikowski, ks.. prałat Giesswein i radni miasta. Obrady rozpoczął Carlo Bourlet, który zaproponował wybór władz Kongresu. Na przewodniczącego wybrano Szczepana Mikołajskiego, na wiceprezesów: H. Bolingbroke Mudie z Anglii, inż. Rolletta de L'Isle z Francji, Arnolda Behrendta z Niemiec, A. Niedoszywina z Rosji, A. Grabowskiego z Polski. Sekretarzami zostali: Chavet z Francji dr Leon Rosenstock pełniący funkcję sekretarza kongresu.
Gości powitał prezydent Szarski, który odczytał wcześniej napisany tekst w języku esperanto. Podziękował on za wybranie Krakowa jako miejsca spotkania esperantystów. W imieniu Izby Handlowej przemawiał Jan Kanty Federowicz, a po nim przewodniczący Komitetu organizacyjnego Odo Bujwid, który mówił o stosunku esperanto do patriotyzmu. Na końcu zabrał głos Ludwik Zamenhof. Wspomniał nieżyjących już esperantystów i ogłosił, że uważa, że jego dzieło już okrzepło. Dlatego w trakcie przemówienia oświadczył, że "po raz ostatni staje przed kongresem jako przywódca i kierownik ruchu, a jeśli przybędzie na kolejne kongresy, miejsce jego będzie nie na estradzie, ale w rzędzie szeregowców". Sekretarz Chavet odczytał pozdrowienia i telegramy z całego świata. Po nim zabrali głos przedstawiciele rządów, a po nich przedstawiciele zgromadzonych na Kongresie grup narodowych: Amerykanów, Ukraińców, Chorwatów, Belgów, Bułgarów, Anglików, Szkotów, Irlandczyków, Kimrów, Duńczyków, Finów, Francuzów, Niemców, Włochów, Polaków, Japończyków, Meksykanów, Norwegów, Serbów i Szwedów. W imieniu Hiszpanów przemawiało 4 delegatów, ponieważ osobne przemówienia wystosowali do kongresu przedstawiciele Katalończyków, Basków i Kastylijczyków. Ostatnim punktem obrad była uchwała o wysłaniu telegramów do cesarza Franciszka Józefa (Kraków należał do Austro-Węgier) i do królowej rumuńskiej. Wieczorem w sali Towarzystwa Strzeleckiego odbył się raut na cześć Zamenhofa.

### Wieczór jubileuszowy
12 sierpnia zaplanowano koncert z okazji obchodów 25-lecia ruchu esperanto i na cześć Ludwika Zamenhofa. W koncercie wystąpili: Ada Sari, aktorzy: Wysocka i Biegański, chór męski złożony z członków dawnego Towarzystwa Muzycznego oraz Lutni. Dyrygował Wiktor Barabasz. Dodatkowo wystąpiła orkiestra 100 pułku piechoty pod dyrekcją kapelmistrza Sittera.

### 15 sierpnia
15 sierpnia uczestnicy kongresu wzięli udział w nabożeństwach: katolicy w Kościele Mariackim, gdzie nabożeństwo odprawił ks. prałat Giesswein, a kazanie wygłosił ks. Szurek. Protestanci modlili się w zborze, a kazanie wygłosił pastor Michejda. Żydzi modlili się w domu modlitwy na ul. Miodowej, gdzie kazanie wygłosił rabin Saphra z Annaberga. Po złożeniu wieńców przed pomnikami Mickiewicza i Kopernika, uczestnicy udali się na teren wystawy architektonicznej, gdzie wykonano zdjęcia i rozdano nagrody w konkursach literackich. Wieczorem odbył się bal. Rozpoczął go prowadząc poloneza Odo Bujwid z panią Zamenhof. Zabawa trwała do 4 rano.

### Obrady i zakończenie Kongresu
Podczas plenarnego posiedzenia w dniu 16 sierpnia podjęto decyzję gdzie zostaną zorganizowane następne Kongresy. Kolejny w 1913 miał odbyć się w Genui, a rok później w Paryżu. Delegaci z różnych krajów przekazali zaproszenia do organizacji u nich następnych kongresów. Podziękowano Ministerstwu Oświaty w Chinach za założenie szkoły esperanto w Pekinie i za propagowanie tego języka na terenie Chin. Wieczorem uczestnicy mogli wysłuchać Halki w języku esperanto.
Uroczystości zamknięcia Kongresu rozpoczęto od oddania czci zmarłemu w Konstancji Johannowi Martinowi Schleyerowi, twórcy języka Volapük. Zabierający głos podkreślali dobrą organizację, a Glück z Wiednia przekazał na ręce komitetu album z podpisami wszystkich przybyłych na Kongres. Po podziękowaniach ze strony organizatorów, odśpiewano hymn Espero, a okrzykami „Do zobaczenia w Genui” obrady zamknięto. Po zakończeniu Kongresu delegacja z prezesem Mikołajskim, Zamenhofem, Bourletem i Bujwidem odwiedziła wiceprezydenta Szarskiego, aby podziękować radzie miasta Krakowa za życzliwe przyjęcie członków Kongresu. W Pola Esperantisto Leo Belmont podsumował Kongres i jego organizację  pisząc „Kraków dał wzór urządzenia Kongresu".

## Bal
Tradycyjnie podczas Kongresu jego uczestnicy spotykają się na balu. Specjalnie zakładają stroje narodowe, które pokazują kulturę każdej nacji przybyłej na Kongres. 90 osób mogło obejrzeć bal z galerii po wykupieniu specjalnych wejściówek w cenie od 11 do 6 koron.

## Hołd dla Mickiewicza, Kopernika i Kościuszki

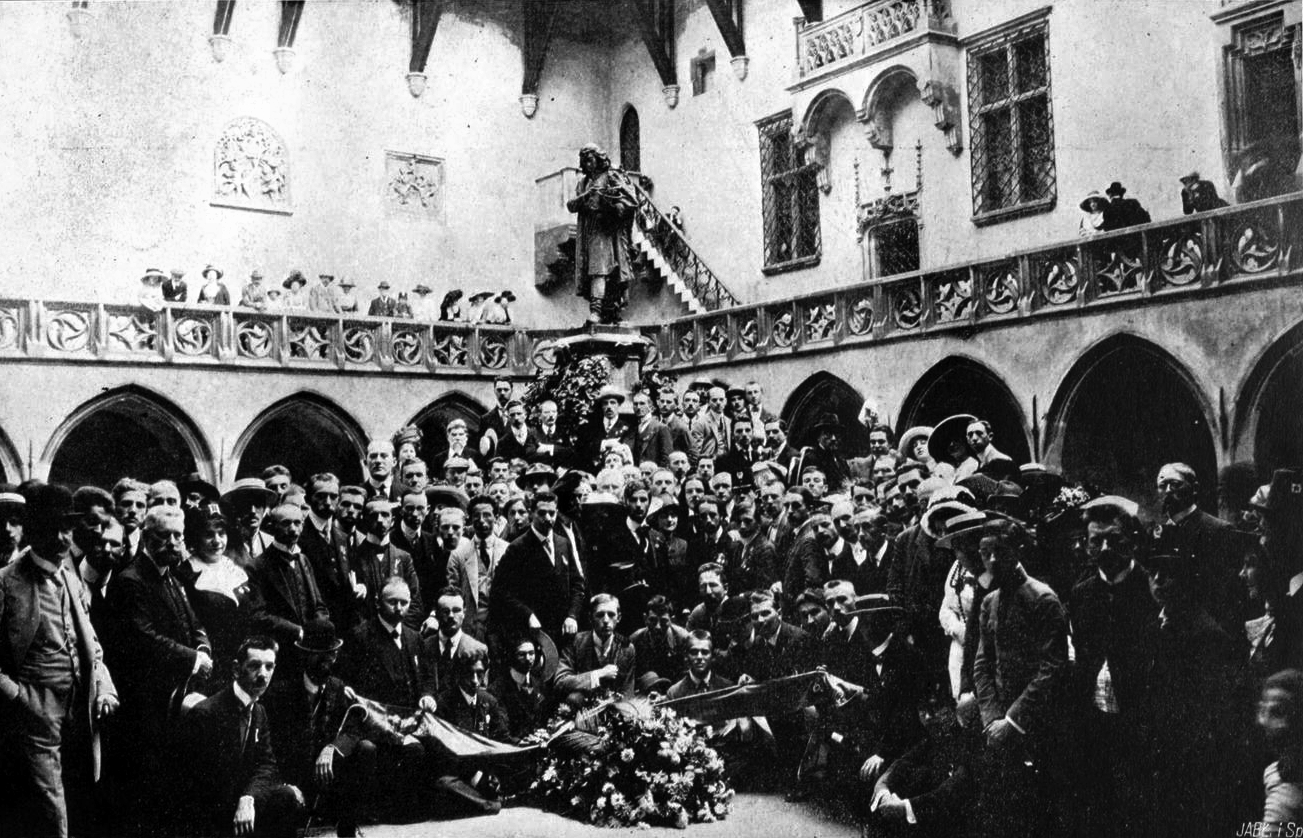
Uczestnicy Kongresu na dziedzińcu Biblioteki Jagiellońskiej pod pomnikiem Kopernika

15 sierpnia o godzinie 12-tej wszyscy esperantyści spotkali się pod pomnikiem Adama Mickiewicza. Złożono wieniec z zielonymi szarfami, na których został umieszczony napis: A la granda homarano – VIII Kongreso Esperantista, co w tłumaczeniu Szczepana Mikołajskiego można przetłumaczyć: Mężowi wielkiemu, należącemu do całej ludzkości składa hołd VIII Kongres esperancki. Po złożeniu wieńca Holder z Genewy w wygłoszonym przemówieniu wyjaśnił, że dzięki tłumaczeniom na esperanto znający ten język mogą docenić nie tylko Mickiewicza, ale również innych polskich pisarzy takich jak Słowacki, Orzeszkowa, Konopnicka czy Prus, chociaż ich utwory często nie są tłumaczone na języki narodowe uczestników.
Po południu został złożony wieniec pod stającym wtedy na dziedzińcu Collegium Maius pomnikiem Kopernika. Mowę wygłosił profesor Carlo Bourlet z Paryża.
17 sierpnia po południu Amerykanie przybyli na Kongres złożyli wieniec i sztandar przy płycie Kościuszki na Rynku Głównym.

## Wystawa

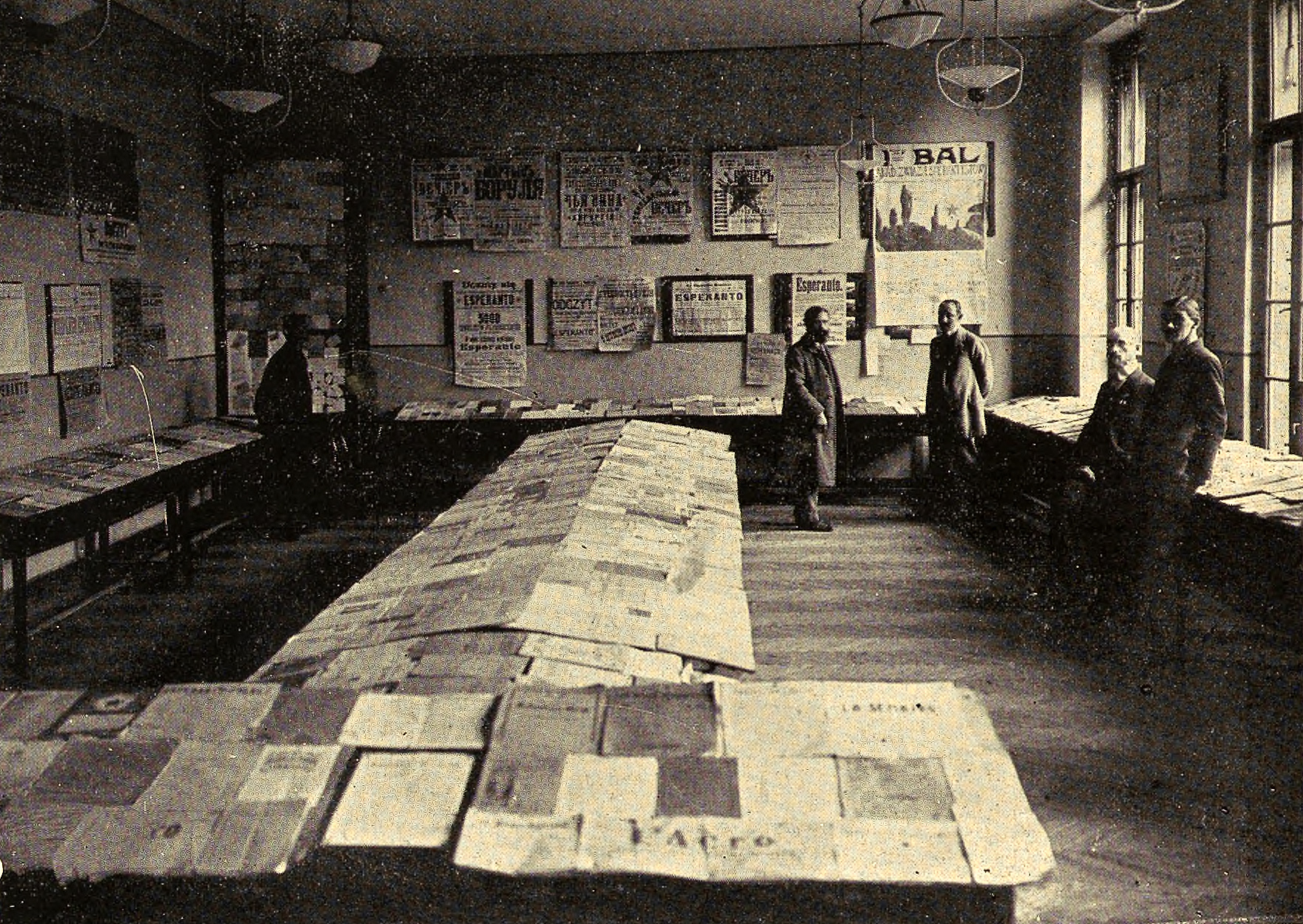
Wystawa zorganizowana w Akademii Handlowej

Zbiory zaprezentowane na wystawie pochodziły z dwóch źródeł. Część organizatorzy otrzymali od wydawców, a drugą komitet organizacyjny zakupił od warszawskiego antykwariusza i bibliotekarza Aleksandra Brzostowskiego. Znalazły się w niej pierwsze podręczniki esperanto z 1887 roku w języku polskim, rosyjskim, niemieckim, francuskim i angielskim, katalogi, broszury propagandowe i inne. Kolekcję Brzostowski uzupełnił w 1910 roku, gdy organizował w Warszawie wystawę wydawnictw esperanckich i otrzymał wiele publikacji od wydawców.
Wystawa została otwarta 9 sierpnia na III piętrze budynku. Całość zbiorów umieszczono w 5 pokojach dzieląc zgromadzone zbiory na cztery działy: wydawnictwa propagandowe, historyczne, literaturę i wydawnictwa biznesowe. W piątym pokoju znalazła się księgarnia. Prawie wszystkie dostępne w niej książki zostały sprzedane. Celem wystawy było pokazanie rozwoju języka esperanto w ciągu 25 lat istnienia. Koszt biletu wstępu dla osób nie będących uczestnikami kongresu wynosił 20 halerzy. W ciągu kilku dni zwiedziło ją około 1700 osób (oprócz uczestników). Zbiory na niej zgromadzone pozostały w Krakowie i miały stać się zaczątkiem muzeum.

## Fotografie

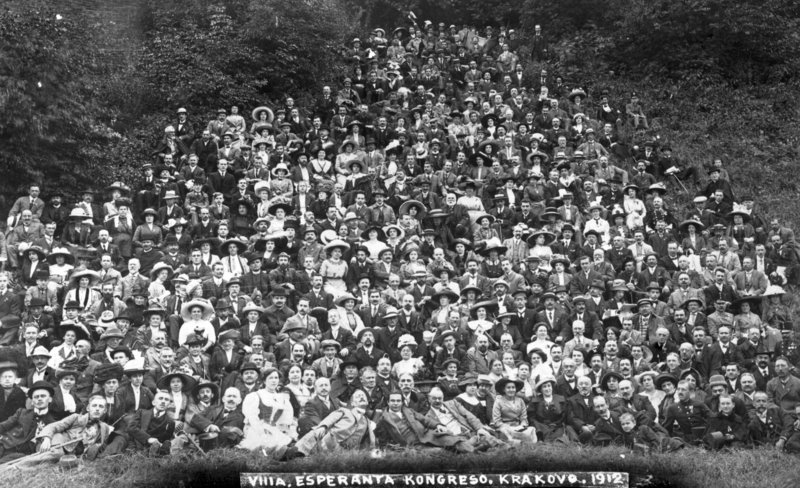
Fotografia zbiorowa uczestników VIII Światowego Kongresu Esperanto w Krakowie w 1912 roku

Zbiorowa fotografia wszystkich uczestników Kongresu została wykonana 12 sierpnia pod kopcem Tadeusza Kościuszki. W centrum siedzi Ludwik Zamenhof, a obok członkowie jego rodziny, także esperantyści: żona Klara, córka Zofia Zamenhof i brat Leon Zamenhof, a spoza rodziny m.in. publicysta i poeta Leo Belmont oraz Leon Rosenstock, który pełnił podczas Kongresu funkcję sekretarza. Autorami zdjęcia byli dwaj fotografowie: Edward Pierzchalski z Krakowa i Władysław Gargul z Bochni. Informacje na temat fotografii znajdziemy na stronie WWW Muzeum Krakowa.
Nie byli oni jedynymi fotografami na Kongresie, fotografował też szkocki esperantysta John Mabon Warden. W 2019 roku białostockie Centrum im. Zamenhofa za pośrednictwem Instytutu Kultury Polskiej w Londynie otrzymało od Billy'ego Chapmana szklane negatywy powstałe podczas Kongresu.

## Imprezy towarzyszące

### Wycieczka do Wieliczki
13 sierpnia uczestnicy dwoma pociągami udali się na wycieczkę do Wieliczki. Na dworcu powitał ich burmistrz Franciszek Aywas. Celem podróży było zwiedzenie kopalni soli. W wycieczce udział wzięło 1200 osób.

### Wykład o miastach-ogrodach
Na terenie wystawy architektury, która została otwarta w Krakowie w 1912 roku obok Parku Jordana, 14 sierpnia angielski architekt Ebenezer Howard wygłosił w języku esperanto wykład „O rozwoju miast-ogrodów”. Wykład był tłumaczony na j. polski.

### Przedstawienia
Wieczorem 14 sierpnia w teatrze została wystawiona Mazepa przetłumaczona na esperanto przez Antoniego Grabowskiego. Wśród wykonawców znaleźli się: Józef Węgrzyn i Stanisława Wysocka.
16 sierpnia odbyła się premiera Halki Moniuszki w języku esperanto w wykonaniu Opery Lwowskiej. Libretto Włodzimierza Wolskiego przetłumaczył Antoni Grabowski. Orkiestrą dyrygował Bronisław Wolfsthal. W rolach głównych wystąpili: Józef Munclinger (jako Stolnik), Stefania Marynowiczówna (jako Zofia), Leonia Ogrodzka (Halka) i Adam Okoński jako Janusz.

### Konkursy
Przed Kongresem ogłoszono konkursy literackie. Rozdanie nagród miało miejsce 15 sierpnia na terenie wystawy architektonicznej. Zwycięzcami zostali: za beletrystykę – Adela Schafer z Londynu i Kurt Sommer, za poezję – Vasilij Devjatnin z Paryża, za prace naukowe – Maurice Fréchet i Hugo Dreusicke.

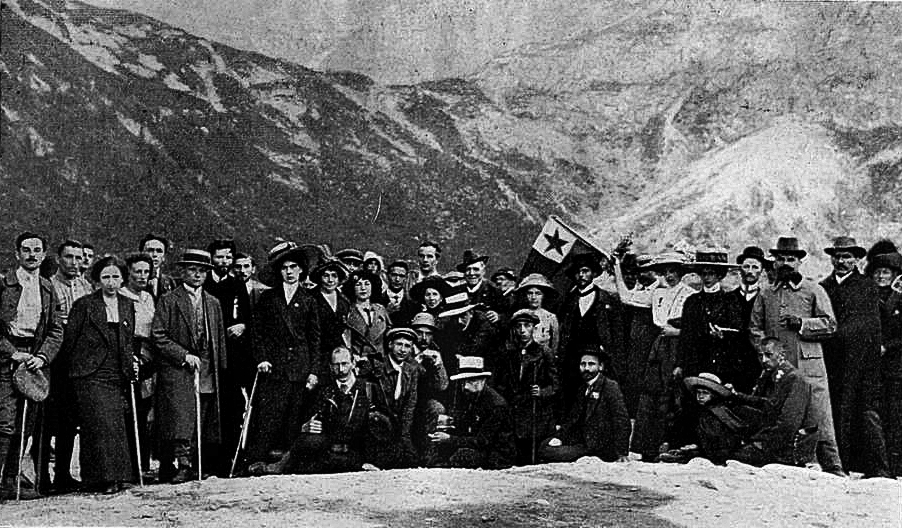
Wycieczka do Zakopanego. Uczestnicy nad Morskim Okiem

## Wycieczka do Zakopanego
Dzień po zakończeniu Kongresu około 100 uczestników, głównie z Anglii i Francji, wyjechało pociągiem na wycieczkę do Zakopanego. Następnego dnia trzech esperantystów wybrało się pieszo do Zakopanego, a wśród nich Michel Rifaat Romano z Turcji, który wcześniej, wraz z Devjatninem, przyszedł do Krakowa z Paryża.
Uczestnicy wycieczki, w której wzięli udział także Zamenhof i Bujwid, udali się po obiedzie powozami do Doliny Strążyskiej. Wieczorem wzięli udział w raucie wydanym przez marszałka powiatu nowotarskiego, dr. Chramca. W poniedziałek rano goście pojechali do Doliny Kościeliskiej, a potem odwiedzili sanatorium dr. Dłuskiego. Po obiedzie w hotelu Morskie Oko zwiedzili Muzeum Tatrzańskie, Kuźnice i dolinę Jaworzynki.